# 克雷济耶
克雷济耶（法語：Crézilles，法語發音：[kʁezij]）是法国默尔特-摩泽尔省的一个市镇，位于该省西南部，属于图勒区。

## 地理
克雷济耶（48°35'5"N, 5°52'47"E）面积9.53 平方千米，位于法国大東部大區默尔特-摩泽尔省，该省份为法国东北部内陆省份，是洛林的一部分，北邻比利时、卢森堡，北起顺时针与摩泽尔省、下莱茵省、孚日省和默兹省接壤。
与克雷济耶接壤的市镇（或旧市镇、城区）包括：阿兰、巴涅、布莱诺莱图勒、比利尼、穆特罗、奥谢。

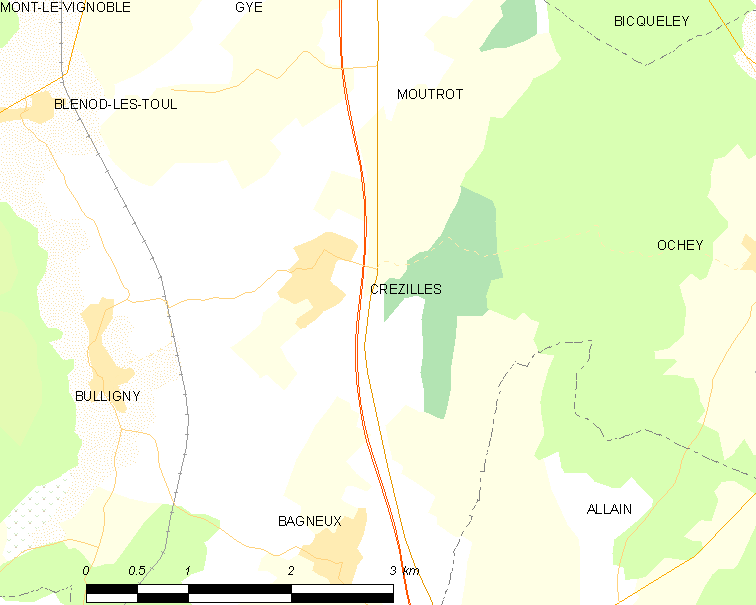
克雷济耶的OSM定位图

克雷济耶的时区为UTC+01:00、UTC+02:00（夏令时）。

## 行政
克雷济耶的邮政编码为54113，INSEE市镇编码为54146。

## 政治
克雷济耶所属的省级选区为梅讷欧桑图瓦县。

## 人口

1962-2008年间克雷济耶人口变化图示

克雷济耶于2022年1月1日时的人口数量为301人。